# 諏訪 (静岡市)
諏訪（すわ）は静岡県静岡市葵区にある町名。丁目を持たない単独町名である。住居表示未実施。

## 地理
葵区の東側の一部に位置し、東から南に南沼上、南西に野丈、北東に薬師と隣接している。浅畑川（二級河川としての管理起点は諏訪と薬師の町境付近）の西側は麻機遊水地第3工区、東側に静岡ヘリポートが造られている。

## 歴史
- 1977年（昭和52年）3月9日 - 東、上土新田の各一部を分離し新設。
- 2005年（平成17年）4月1日 - 政令指定都市化により、行政区が葵区となる。

## 世帯数と人口
現在住宅はない。麻機遊水地第3工区として、総合治水対策区域となっている。
| 町丁 | 世帯数 | 人口 |
| ---- | ------ | ---- |
| 諏訪 | 0世帯  | 0人  |

## 施設
- 静岡ヘリポート
- 静岡県消防防災航空隊
- 静岡市消防局警防部
- 常葉大学附属橘中学校・高等学校グラウンド

## その他

### 日本郵便
- 郵便番号 : 420-0902[2]（集配局：静岡中央郵便局[4]）。